# Sundiata Keita
Sundiata Keïta (Niani, 10 de agosto de 1205 — 1255) ostentó el título de Mansa de Malí entre 1235 y 1255. La Epopeya de Sundiata, relatada de generación en generación por el Pueblo Mandinga, está basada en su vida.

## Biografía
La historia de Sundiata Keita es esencialmente conocida por la epopeya contada de generación en generación hasta nuestro días a través de los griots. 
Naré Maghann Konaté fue un rey mandinga, faama del pequeño reino de Dakadjalan en África occidental, que bajo su reinado se había expandido siguiendo el curso del río Níger. Un día, recibió la visita de un cazador adivino el cual predijo que una mujer fea le daría un día un hijo que se convertiría en un gran rey. Naré Maghann Konaté ya estaba casado con Sassouma Berté y tenía un hijo llamado Dankaran Touman. Así pues, algunos años más tarde, cuando dos cazadores llegados del país de Do le presentaron a una mujer fea y jorobada, llamada Sogolon Kédjou, se acordó de la predicción y se casó con ella. Su segunda mujer dio a luz un hijo que fue bautizado Sundiata Keita. Fue un niño tullido y enfermizo durante toda su infancia, incapaz de mantenerse de pie.  
Tras la muerte del padre en 1218, Dankaran Toumani, el primer hijo tomó el poder debido a la presión de su madre, Sassouma Berté. Sundiata y su madre (que había dado a luz a dos hijas y había adoptado a Manding Bory, hijo la tercera mujer de Naré Maghann Konaté) eran objeto de desprecio por parte del nuevo rey y de la madre de éste. Después de una afrenta contra su madre, Sundiata con siete años de edad, consiguió ponerse de pie agarrándose al cetro real de su padre. Pero la ira de Sassouma Berté y de Dankaran Touman condujeron a Sundjata, su madre y sus hermanas y hermano al exilio en el reino de Mema. 
Soumaoro Kanté, el rey sosso, atacó el reino Manden y Dankaran Touman, temiendo por su vida, tuvo que huir hacia las zonas boscosas del sur. Según la tradición, Soumaoro llevó a cabo una decena de expediciones en el curso de las cuales mató a Sassouma Bertéa y prácticamente a todos los descendientes de Naré Maghann Konaté, el anterior maghan. Los manden fueron a buscar a Sundiata Keita en su exilio. El joven príncipe se convirtió en alguien muy popular entre los mandingas, pues esperaban de él que un día acabara con los invasores sossos. Esta popularidad en aumento inquietó a Soumaoro Kanté, a quien los brujos habían predicho: Tu vencedor nacerá en Malí. Para evitar que este lo matara, Sundiata se refugió en la casa de un soberano vecino, amigo suyo que reinaba en Wagadou, al sur del país. Allí, esperó el momento favorable para liberar su reinado.
Sundiata se entrenó desde joven en la técnica del tiro con arco. Durante años vivió con la idea de vengar la masacre de su familia. Un día, un emisario le informó de la revuelta de los manden contra Soumaoro Kanté, entonces, reunió guerreros de todas partes gracias a sus habilidades diplomáticas con el objetivo de acabar con la tiranía de los Sosso. Así conquistó Fouta-Djalon y lanzó el ataque contra el reino sosso. Para conocer el secreto de la invulnerabilidad de Soumaoro Kanté, envíó a su hermana Djegue que, según la tradición, descubrió que sólo una flecha con el espolón de un gallo blanco podía matar al rey de Sosso. De manera que Sundiata, con la ayuda de los magos que estaban a su servicio preparó el ataque. 
Reagrupó los ejércitos de los diferentes pequeños reinos en lucha contra los sosso y en la Batalla de Kirina consiguió vencer al ejército de Soumaoro Kanté ayudándose entre otras cosas del Nasi, un objeto mágico que eliminaba la brujería de Soumaoro. Soumaro Kanté desapareció tras una montaña de Kulikoró.

## Mansa
Sundiata reunió a todos los reinos para constituir el Imperio de Malí. Después se proclamó mansa, que significa "Rey de reyes". Estableció la capital en Dakadjalan, su ciudad natal. Tras su entronización, se proclamó el Kurukan Fuga, una constitución no escrita que abolía la esclavitud, expresaba el deseo mutuo por la paz y fue una de las primeras declaraciones de los Derechos del Hombre.
Hacia 1240, el rey Sundiata se apoderó de Kumbi Saleh, capital del Imperio de Ghana y la destruyó. Tomó el título de emperador, se posicionó como digno sucesor del Imperio de Ghana y envíó a sus lugartenientes a conquistar Bambougou.
Sundiata está considerado un gran administrador que desarrolló el comercio, la explotación de oro y nuevas técnicas, como la introducción del cultivo de algodón. Organizó política y administrativamente los pueblos sometidos implantando una sólida organización militar: los jefes de sus ejércitos se instalaban como gobernadores de provincia. Además de por sus conquistas guerreras, es conocido por su sabiduría y su tolerancia, que permitieron la coexistencia pacífica del islam y del animismo en su imperio, ganándose así el apoyo tanto de la élite social (que en su mayoría se había convertido al Islam) como de la población general (que aún era en su mayoría animista). 
Murió en el año 1255, ahogado en las aguas del río Sankarani, afluente del río Níger. Según unos, por una flecha traicionera o accidental, según otros,durante una fiesta en Niani. A su muerte, el Imperio de Malí se extendió del Atlántico hasta el Níger y desde la selva hasta el desierto.
Sundiata Keita tuvo tres hijos que le sucedieron en el trono del Imperio Malí: Mansa Ouali Keita, Ouati Keita y Khalifa Keita. Mansa Ouali, el rey Rojo, fue un soberano apacible y piadoso, por el contrario sus sucesores Ouati, Khalifa y Abubakari I, adolecieron de falta de autoridad y dejaron reinar la anarquía en el Imperio.
Los mandingas hacen hoy en día rituales en la memoria de Sundiata, quien según la leyenda al caer al río Sankarani se reencarnó en hipopótamo.
| Predecesor: ninguno | Mansa de Malí 1235 – 1255 | Sucesor: Ouali I |

## Filmografía
- Keïta! l'Héritage du Griot de Dani Kouyaté, Burkina Faso, 1995

- Datos: Q175772